# 南火绳
南火绳（学名：Eriolaena candollei），为梧桐科火绳树属下的一个植物种。